# Antrocephalus
Antrocephalus is een geslacht van vliesvleugeligen uit de familie bronswespen (Chalcididae). De wetenschappelijke naam van dit geslacht is voor het eerst geldig gepubliceerd in 1883 door Kirby.

## Soorten
Het geslacht Antrocephalus omvat de volgende soorten:
- Antrocephalus abui Narendran, 1989
- Antrocephalus achterbergi Narendran, 1989
- Antrocephalus acutiventris (Masi, 1929)
- Antrocephalus anna (Girault, 1930)
- Antrocephalus atratus Masi, 1989
- Antrocephalus atritegula (Girault, 1926)
- Antrocephalus atulyus Narendran, 1989
- Antrocephalus aureus (Girault, 1913)
- Antrocephalus australiensis (Girault, 1913)
- Antrocephalus ballaratensis (Girault, 1915)
- Antrocephalus biacutus Schmitz, 1946
- Antrocephalus bicolor (Ashmead, 1900)
- Antrocephalus bicoloris Boucek, 1988
- Antrocephalus bidens (Girault, 1917)
- Antrocephalus bouceki Narendran, 1989
- Antrocephalus brevidentata Roy & Farooqi, 1984
- Antrocephalus brevigaster Masi, 1932
- Antrocephalus burnsi (Girault, 1927)
- Antrocephalus cariniaspis (Cameron, 1911)
- Antrocephalus cariniceps (Cameron, 1911)
- Antrocephalus carlylei (Girault, 1917)
- Antrocephalus carpocapsae Cameron, 1912
- Antrocephalus ceylonicus Narendran, 1989
- Antrocephalus clariscapus (Dodd, 1917)
- Antrocephalus conicalis (Girault, 1930)
- Antrocephalus copiosus (Girault, 1915)
- Antrocephalus crassipes Masi, 1940
- Antrocephalus decipiens (Masi, 1929)
- Antrocephalus dipterophagus (Girault, 1922)
- Antrocephalus disconiger (Girault, 1929)
- Antrocephalus distinctus Narendran, 1989
- Antrocephalus dividens (Walker, 1860)
- Antrocephalus elisae Schmitz, 1946
- Antrocephalus eracon (Walker, 1838)
- Antrocephalus erythropus Schmitz, 1946
- Antrocephalus euphorbiae Risbec, 1954
- Antrocephalus fabricator (Walker, 1862)
- Antrocephalus fasciatipennis (Bingham, 1906)
- Antrocephalus fascicornis (Walker, 1871)
- Antrocephalus ferrierei (Masi, 1936)
- Antrocephalus fuscipennatus Boucek, 1988
- Antrocephalus fuscipennis (Girault, 1913)
- Antrocephalus galleriae Subba Rao, 1955
- Antrocephalus ghirlandajoni (Girault, 1922)
- Antrocephalus gracilicorpus (Girault, 1915)
- Antrocephalus grisselli Narendran, 1989
- Antrocephalus hackeri (Girault, 1913)
- Antrocephalus hakonensis (Ashmead, 1904)
- Antrocephalus hallami (Girault, 1920)
- Antrocephalus hazlitti (Girault, 1915)
- Antrocephalus hypsiphylae Narendran, 1989
- Antrocephalus hypsopygiae Masi, 1928
- Antrocephalus imbili (Girault, 1938)
- Antrocephalus indicus Husain & Agarwal, 1982
- Antrocephalus insipiens (Girault, 1915)
- Antrocephalus insularis (Girault, 1913)
- Antrocephalus ishiii Habu, 1960
- Antrocephalus japonicus (Masi, 1936)
- Antrocephalus jayensis Narendran & Sudheer, 2005
- Antrocephalus kirbyi (Girault, 1915)
- Antrocephalus leai (Girault, 1913)
- Antrocephalus liangtanensis Sheng, 1986
- Antrocephalus livii (Girault, 1921)
- Antrocephalus longicornis (Girault, 1915)
- Antrocephalus luci (Girault, 1927)
- Antrocephalus lugubris (Masi, 1932)
- Antrocephalus maculipennis Cameron, 1905
- Antrocephalus maeterlincki (Girault, 1915)
- Antrocephalus marginiceps Cameron, 1912
- Antrocephalus masii Özdikmen, 2011
- Antrocephalus melitarae (Girault, 1925)
- Antrocephalus minor (Girault, 1915)
- Antrocephalus mitys (Walker, 1846)
- Antrocephalus murakamii Habu, 1960
- Antrocephalus narendrani Sureshan, 1994
- Antrocephalus nasutus (Holmgren, 1868)
- Antrocephalus nicus Narendran, 1989
- Antrocephalus niger (Masi, 1929)
- Antrocephalus nigricornis (Girault, 1913)
- Antrocephalus nigricorpus (Girault, 1914)
- Antrocephalus nigripennis Cameron, 1904
- Antrocephalus nigripes (Girault, 1913)
- Antrocephalus nigriscapus (Girault, 1914)
- Antrocephalus nitidus Narendran, 1989
- Antrocephalus novifuscipennis (Girault, 1913)
- Antrocephalus nyssa (Walker, 1838)
- Antrocephalus omphale (Girault, 1915)
- Antrocephalus pachymerus Masi, 1940
- Antrocephalus palgravei (Girault, 1926)
- Antrocephalus parvivespa (Girault, 1929)
- Antrocephalus peechiensis Narendran, 1989
- Antrocephalus peraustralis (Girault, 1915)
- Antrocephalus phaeospilus Waterston, 1922
- Antrocephalus primus (Girault, 1930)
- Antrocephalus prolongatus (Girault, 1930)
- Antrocephalus punctatus Kieffer, 1905
- Antrocephalus ratzeburgei (Girault, 1915)
- Antrocephalus rousseaui (Girault, 1917)
- Antrocephalus rubipes (Girault, 1913)
- Antrocephalus ryukyuensis Habu, 1966
- Antrocephalus saltensis (Girault, 1927)
- Antrocephalus salti (Girault, 1927)
- Antrocephalus samoaensis Narendran & Sudheer, 2005
- Antrocephalus satoi Habu, 1960
- Antrocephalus scutellaris Narendran, 1989
- Antrocephalus spilogaster Cameron, 1912
- Antrocephalus stokesi (Crawford, 1911)
- Antrocephalus subelongatus (Kohl, 1906)
- Antrocephalus sulcatus Schmitz, 1946
- Antrocephalus tenebricosus (Girault, 1915)
- Antrocephalus terrae (Girault, 1930)
- Antrocephalus thaumasuroides (Girault, 1930)
- Antrocephalus theclavorae (Girault, 1930)
- Antrocephalus thresiae Narendran, 1989
- Antrocephalus tineophagus (Girault, 1913)
- Antrocephalus tongguensis Sheng, 1986
- Antrocephalus townesi Narendran, 1989
- Antrocephalus unmaculatus (Girault, 1915)
- Antrocephalus validicornis (Holmgren, 1868)
- Antrocephalus varius (Girault, 1915)
- Antrocephalus versicolor (Girault, 1913)
- Antrocephalus vespella (Girault, 1929)
- Antrocephalus victoria (Girault, 1913)
- Antrocephalus villiersi Risbec, 1957